# Sukiyaki (sång)
Sukiyaki, originaltitel "Går och tittar uppåt" (上を向いて歩こう Ue o muite arukō?), är en japansk sång som framfördes för första gången 1961 av den japanska sångaren Kyu Sakamoto, skriven av Rokusuke Ei och Hachidai Nakamura. Det sägs att Hachidai skrev texten efter en misslyckad relation med skådespelerskan Mieko Nakamura. Utanför Japan är sången mest känd som "Sukiyaki". 
Sången börjar fritt översatt;
| Kanji                | Rōmaji                     | Svenska                           |
| -------------------- | -------------------------- | --------------------------------- |
| 上を向いて歩こう     | ue o muite arukō           | [jag] vandrar med blicken uppåt   |
| 涙がこぼれないように | namida ga kobore nai yō ni | för att inte tårarna skall trilla |
| 思い出す春の日       | omoidasu haru no hi        | vårens dagar i minnet             |
| 一人ぼっちの夜       | hitoribotchi no yoru       | ensam i kväll                     |

## Om sången
Sången låg högst på försäljningslistorna i USA 1963 och var den enda japanska sång som någonsin legat etta på Billboardlistan. "Sukiyaki" gavs ut av Toshiba 1961. 1963 gav det brittiska skivbolaget Pye Records ut en cover av sången med Kenny Ball and his Jazzmen. De oroade sig över att de engelsktalande lyssnarna skulle tycka att originalet av sångtiteln var för svår att komma ihåg och att uttala, så de gav den en ny titel "Sukiyaki". Denna titel användes av Capitol Records i USA, och His Master's Voice i Storbritannien när Kyu Sakamotos original släpptes ett par månader senare. Låten sålde över 13 miljoner exemplar runtom hela världen.
Maträtten med samma namn har inget med texten eller sångens mening att göra. Ordet användes bara för att det var kort, lätt att säga, och mer igenkännbart för många engelsktalande. En krönikör på den amerikanska tidningen Newsweek kommenterade att namnbytet var jämförbart med att i Japan släppa låten "Moon River" under namnet "Beef Stew" (Köttgryta).
Efter Sukiyaki lyckades även en annan sång av Kyu Sakamoto ta sig in på Billboardlistan, nämligen China Nights (Shina no yoru), 1963 hamnade den på plats 58. Det var den sista japanska låt som tog sig in på den amerikanska pop-listan på 16 år, tills den kvinnliga duon Pink Lady slog igenom med sin hit Kiss In the Dark (dock sjöngs sången helt på engelska) 1979 tog de sig till "top forty".
Den 16 mars 1999 tog den japanska posten fram ett "Sukiyaki"-frimärke som hedrade sången.

## Listplaceringar
| Lista (1963)   | Position              |
| -------------- | --------------------- |
| Australien     | 1 (Kent Music Report) |
| Danmark        | 2 (DR "Top 20")       |
| Finland        | 3                     |
| Norge          | 1 (VG-lista)          |
| Nya Zeeland    | 1 (Lever Hit Parade)  |
| Storbritannien | 6 (UK Singles Chart)  |
| Sverige        | 2 (Kvällstoppen)      |
| Sverige        | 2 (Tio i topp)        |
| USA            | 1 (Billboard Hot 100) |
| Västtyskland   | 2                     |

## Film och TV
Sukiyaki har spelats i ett flertal filmer och TV-serier.
- Hollywood gigolo (1999)
- No (1999)
- Vagn i Japan
- Charlies änglar (2000)
- Krönikan (2003-2006)
- Grattis Världen (2005)
- Mad Men (2008)
- The Man in the High Castle (2015)

## Covers och variationer av sången
Lista över de länder som Sukiyaki har legat på topplistan i och de länder som sången fått en egen version i.
- Australien - Topplistan
- Argentina - Topplistan
- Brasilien - Topplistan
- Danmark - Topplistan & Egen version
- Finland - Topplistan & Egen version
- Frankrike - Topplistan & Egen version
- Kanada - Topplistan
- Norge - Topplistan
- Spanien - Topplistan & Egen version
- Storbritannien - Topplistan & Egen version
- Sverige - Topplistan
- Tyskland - Topplistan & Egen version
- USA - Topplistan & Egen version

Ett stort antal sångare, sångerskor och grupper har gjort covers på "Sukiyaki"
| - Avicii (Samplade visselmelodin till låten "Freak") - 4PM - A Taste of Honey - Ace Cannon - Albert Au - Amos Garrett, Doug Sahm & Gene Taylor - Anita Mui - Ann-Mette Elten - Azman Mohamed - B-DASH - Bambi - Baron - Big Daddy - Big Mama Sue Trio - Bill & Boyd - Billy Vaughn - Bleed For Freedom - Blue Diamonds (engelsk och tysk version) - Bob Dylan med Tom Petty & the Heartbreakers - Bobby Caldwell - Boukman Eksperyans (Haitian Creoles version) - Brave Combo - Breakaways - Brita Koivunen (finsk version) - Bryan Adams - Budak Pantai - Carmen Cavallaro - Cecilio & Kapono - Chet Atkins - Chris Moore & the Free Spirits - Claude Valade - Cornell Hangovers - Cover Girls - Crane - Daniela Mercury - David H. Yakobian - David Whittaker - Diana King - Diana Yukawa & Nigel Clayton - Dick Lee - Die Rivieras (tysk version) - Dixie Aces - Doug E. Fresh & Slick Rick (en vers från "Ue o muite arukō") - The Dreamlovers - Eri Ii /theremin player - Esko Sorsa - Fair Warning - Fernando Montenegro - The Four Preps - Friends of the Andes - Fusa & the Place | - Gigi Leung - Giovanni - Han Dae-Soo - Hazel Payne (medlem i A Taste of Honey) - Hecoki Mushi - Hikaru Utada - Hiromi Uehara - Hollyridge Strings - Husky & the Sandmen - Ian Sweetness - Jennifer Lara & the Brentwood Rockers - Jerry Cole & the Spacemen - Jewel Akens - Joey Fatone - Johan Dalgas Frisch - John Kuek - Kai - Kai Winding - Keisuke Kuwata - Kenji Hino - Kenny Ball & his Jazzmen - King Curtis - KISS - Khoo Cheng (en lärare från Johor Baru, Malaysia.) - Koko Montana - Kong Ling - Kyu Sakamoto & Maiko - Laurindo Almeida - Lenny Dee - Lynda Trang Dai & Khmer - Little Singers of Tokyo - Los Panchos - Lucille Starr (fransk version) - Mack the Knife - The Majestic Orchestra - Marcel Amont (fransk version) - Margot Lefebvre (fransk version) - Martin Denny - Mary J. Blige (delar från melodin och texten förekommer i versen av hennes sång "Everything" från 1997) - Masashi Sada - Melcochita (spansk version) - The Mermen - Misora Hibari - Nahki - Nikki Monroe (Yukie Kobayashi) - Nippon Choir & Little Singers - The Nits - The Nor'easters - Northwestern Asterik - Orange Appeal - Otto Brandenburg (svensk och dansk version) - Pannida Sevatasai | - Pastel Vespa - Pat Donahue (Framförd och parodierad med titeln "Sushi-Yucky") - Paula Lisa - The Peanuts - The Pickkets - Power Jungle - Quamo (filippinsk version) - Quique Roca (spansk version) - Raagapella - Rachel Rastenni (dansk version) - Raphael Saadiq (de använde en del av melodin till deras hit "Ask Of You") - Ray Davis & his Orchestra - RC Succession - Richard Clyderman - Rim D. Paul - Roger Wang - Sami Kaneda - Sandi - Sayoko feat. Beenie Man - Seam feat. Yan Pan - Selena - The Shi-Tones - The Silhouettes - Sissel Kyrkjebø - Sister Carla - Slick Rick - Snoop Doggy Dogg - Soeur Plus! - Stanford Mendicants - Stjepan Jimmy Stanic (kroatisk version) - Styx - Sugar Lunch - The Sunday Girls - The Busters - Takeo Ischi - Teresa Carpio & HKPO (kinesisk version) - Tokyo Kosei Wind Orchestra (en minneskonsert i Kyu Sakamotos ära) - Tommy Emmanuel - Tony Vos (nederländsk version) - Trio Esperança (portugisisk version) - Trish Thuy Trang - Tsuyoshi Nagabuchi - Tuck & Patti - Two Hoots & A Holler - The Ventures - Voice of Love Posse - Wanda Aubrey (nederländsk version) - Werner Müller - Will Smith feat. Biz Markie] & Slick Rick (en vers) - Yamasaki Hako - Yami Bolo |